# Guanciale

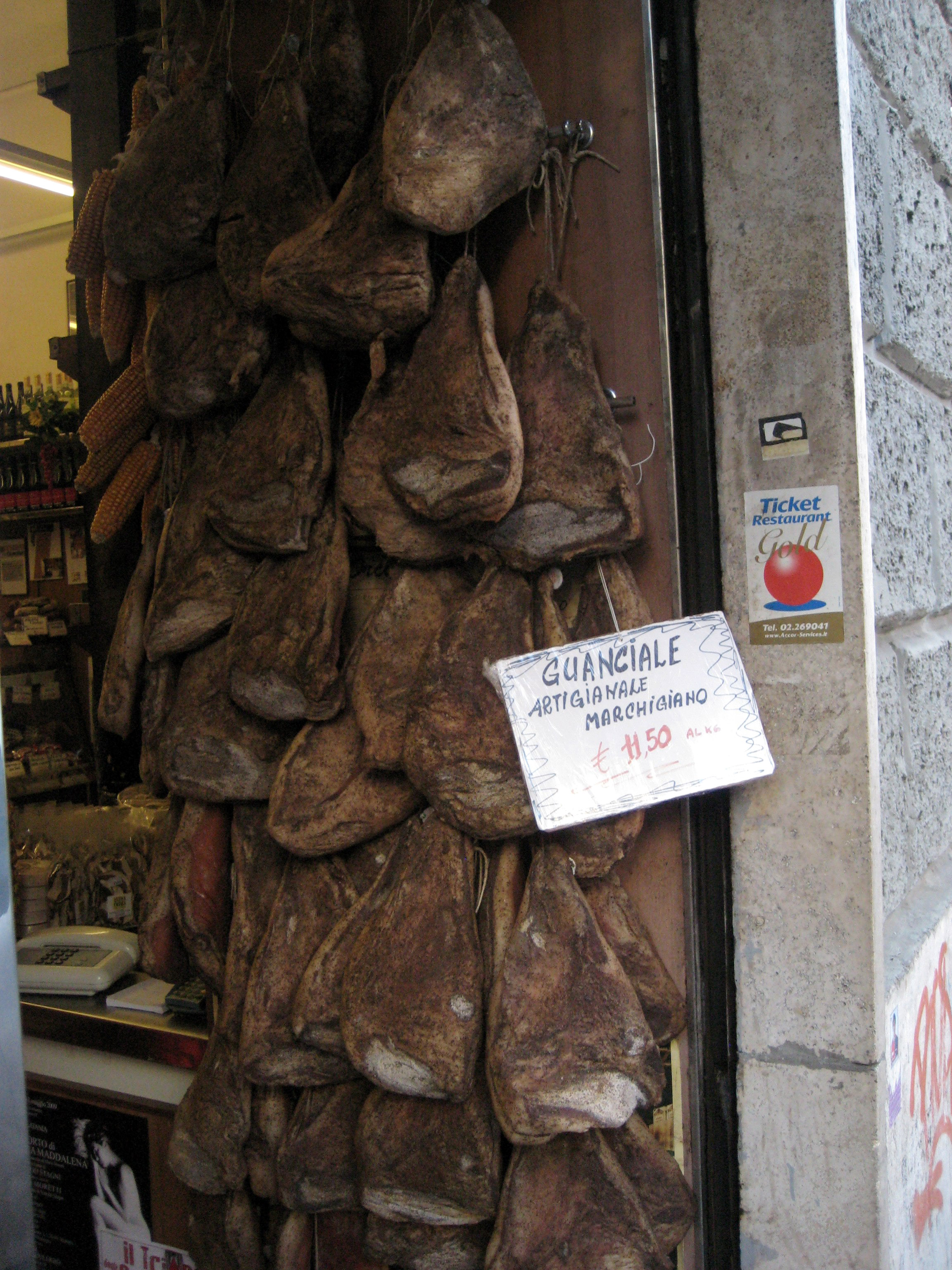
Guanciale i en butik i Rom.

Guanciale (från italienska: guancia, "kind") är lufttorkad griskind med italienskt ursprung, särskilt Umbrien och Lazio. Griskinden behandlas med salt, socker och en kryddblandning i samband med beredningen.
Guanciale används ofta på samma sätt som pancetta. Traditionellt används guanciale i pastarätten pasta alla carbonara, ofta då med spagetti.